# Нижньодунайська рівнина

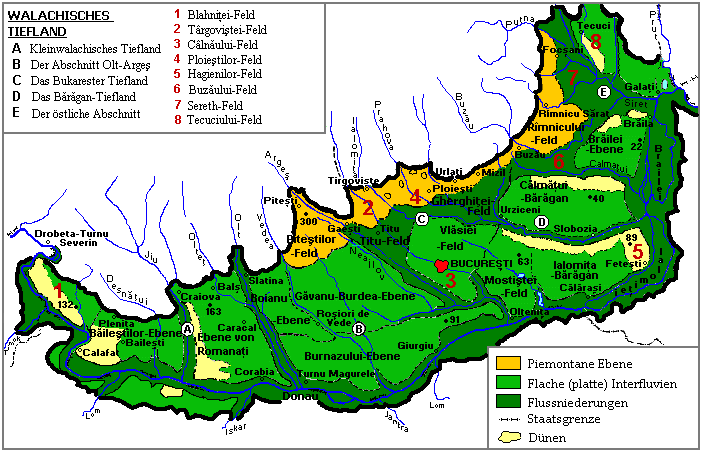
Головні підрозділи Нижньодунайської рівнини

Нижньодунайська рівнина, Румунська низовина — рівнина в Румунії і на півночі Болгарії, між Карпатами на півночі і Болгарським плато на півдні), на Балканському півострові.
Довжина 560 км. (від Залізних Воріт до Чорного моря). Поверхня полого нахилена із заходу на схід від 150—200 м до 10—50 м.
Розташована у тектонічному прогині, заповненому слабо порушеними мезозойськими і кайнозойськими відкладеннями, перекритими з поверхні плейстоценовим алювієм і лесами. Поверхня покрита пагорбами, розчленована річковими долинами, балками, ярами; у передкарпатті численні стародавні і сучасні конуси винесення. У долині і дельті Дунаю великі простори зайняті заболоченими заплавами у поєднанні з озерами (так звані балти).
Клімат помірний, континентальний. Середня температура січня від —1 до —3 °С, липня 22—23 °С. Опадів 400—600 мм на рік.

## Топоніми Нижньодунайської рівнини

### Рівнини
- Видинська низовина
- Арчаро-Орсойська низовина
- Долноциберська низовина
- Козлодуйська низовина
- Островська низовина
- Свищовсько-Беленська низовина
- Вардимська низовина
- Чернопольська низовина
- Долнокамчийська низовина

### Височини
- Плевенська височина
- Павликенська височина
- Свищовське плато
- Никопольське плато
- Поповська височина
- Разградська височина
- Самуіловська височина
- Шуменське плато
- Добруджанське плато
- Провадійське плато
- Франгенське плато
- Моміно плато
- Лудогорське плато

| Болгарія | Це незавершена стаття з географії Болгарії. Ви можете допомогти проєкту, виправивши або дописавши її. |

| Румунія | Це незавершена стаття з географії Румунії. Ви можете допомогти проєкту, виправивши або дописавши її. |